# 本谷滋子
本谷滋子（もとや しげこ、1917年- ）は、日本の料理研究家。

## 人物
東京府東京市赤坂区（現・東京都港区赤坂）出身。石川県立金沢第一高等女学校（現・石川県立金沢二水高等学校）卒業。聖心女子専門学校保育科講師、相模女子大学食物学部講師、東京友の会「若い娘の料理教室」責任講師、東京都立新宿婦人高等職業技術専門校講師、朝日カルチャーセンター講師などを歴任。
和、洋、中華の家庭料理に通じ、特にイタリア料理に造詣が深く、日本にイタリア料理を紹介した草分け的存在。おいしい家庭料理をモットーに、的確な指導には定評がある。1983年東京都優秀技能賞、1986年北イタリア料理人連盟技術賞などを受賞。鎌倉在住。全国友の会講師。

## 著書
- 『たのしい中華料理』金園社, 1977.10
- 『スパゲッティ・ピッツァ』 (NHKきょうの料理) 日本放送出版協会, 1977.12
- 『一つの鍋でできる料理』婦人之友社, 1978.4
- 『うす味の料理』 (マイライフシリーズ) グラフ社, 1981.8
- 『ぶきっちょさんのスパゲッティ』雄鶏社, 1982.8
- 『健康を食べよういわしの本』文化出版局 編. 文化出版局, 1983.7
- 『おせち料理 和風・洋風・中国風』家の光協会, 1985.11
- 『洋風ご飯のつくり方 ピラフ・ドリア・パエリヤ・リゾット・バターライス』(らく・らく・クッキング) 三笠書房,知的生きかた文庫. 料理シリーズ 1986.2
- 『毎日おいしい豆腐・ダイズ料理』(ヘルシーライフ) 家の光協会, 1988.10
- 『味つけ基礎ノート 料理の腕がグーンと上がる』(ニュー・ライフ・ブックス) 文化出版局, 1990.6
- 『本谷滋子の50代からのいきいき健康食』文化出版局, 1990.10
- 『あきない献立は野菜がきめて』婦人之友社, 1990.11
- 『おいしさいっぱいきのこクッキング』家の光協会, 1993.8
- 『お鍋1つでごちそうごはん』文化出版局, 1994.11
- 『料理上手は味つけ上手 煮もの汁もの和えものご飯メインディッシュをひとつの鍋でおもてなしとおせち』婦人之友社, 1997.6

### 共著
- 『健康を食べよう豆の本』本谷滋子 ほか料理, 文化出版局 編. 文化出版局, 2002.3
- 『味つけの法則』本谷滋子 指導, 婦人之友社編集部 編. 婦人之友社, 2002.3
- 『糖尿病の人の朝昼夕献立カレンダー 改訂新版』 (献立カレンダー) 香川芳子 監修, 本谷滋子 献立プランと料理. 女子栄養大学出版部, 2003.6